# Bateria C

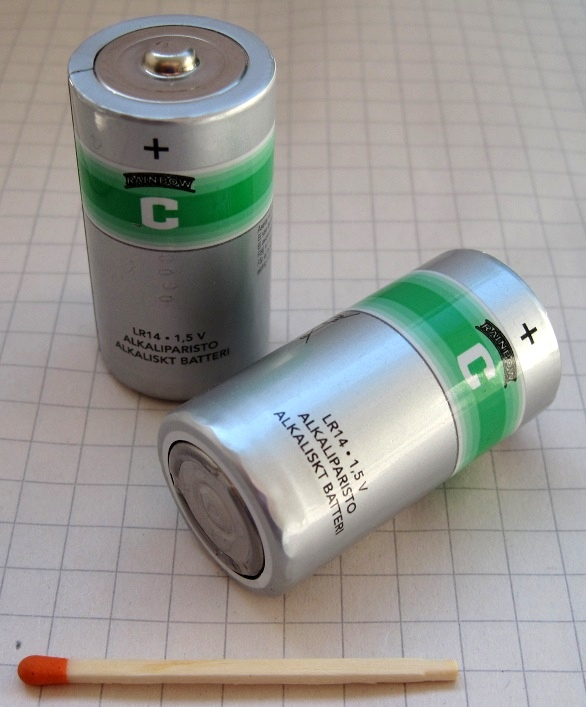
Baterie C

Bateria C – nazwa popularnego ogniwa galwanicznego w kształcie walca o średnicy od 24,9 do 26,2 mm i wysokości 50 mm oraz napięciu 1,5V. Inne nazwy tej baterii to R14 lub (w przypadku baterii alkalicznych) LR14. Ze względu na większą pojemność niż baterie AA używana jest głównie do zasilania zabawek oraz latarek. Pojemność baterii C dochodzi do 8000 mAh i zależy m.in. od prądu rozładowania i temperatury otoczenia, natomiast w przypadku akumulatorów producenci deklarują pojemność od 2500 do 6000 mAh.